# Antonín Běla
Antonín Běla (4. ledna 1944 Plzeň – 14. dubna 1996 Úvaly) byl český Rom ze skupiny kalderašů, v 90. letech 20. století významná postava kriminálního podsvětí. Měl na svědomí řadu deliktů včetně pokusu o nedovolené překročení hranic, za ublížení na zdraví, spekulaci, obchodování s auty a se zbraněmi a jeho jméno figurovalo i v případech dvou vražd. Spolupracoval s Františkem Mrázkem a arménskou mafií. 14. dubna roku 1996 na něj před jeho domem neznámí muži vypálili kolem 40 ran ze samopalu ráže 9 × 19 mm Parabellum, z nichž nejméně 22 zasáhlo Bělu. Mezi podezřelými byli jeho společník František Mrázek a Bělův bývalý bodyguard Pavel Šrytr, soudy však nikomu vraždu neprokázaly.